# Kozji rid
Le mont Kozji rid (en serbe cyrillique : Козји рид) est un sommet des monts Tara, un massif situé à l'extrême ouest de la Serbie, à proximité de la frontière avec la Bosnie-Herzégovine. Il s'élève à une altitude de 1 591 m, ce qui en fait le plus haut sommet du massif.